# Маррель, Якоб
Якоб Маррель (Маррел; нем. Jacob Marrel; 1614[…], Франкенталь — 11 ноября 1681[…], Франкфурт-на-Майне) — немецкий и голландский художник, работавший в Утрехте в эпоху тюльпаномании. 

## Биография

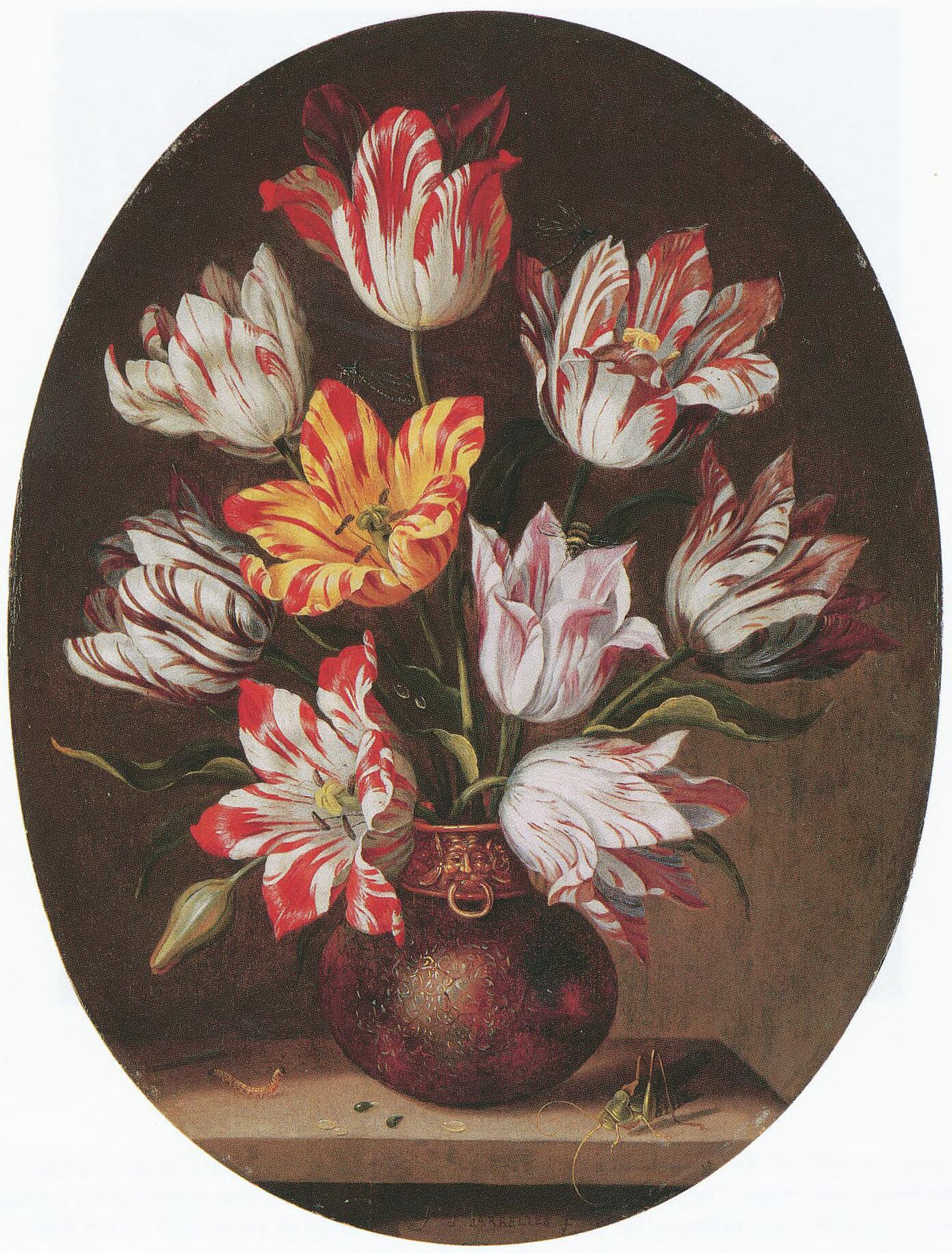
Натюрморт с тюльпанами в металлической вазе.

Родился около 1614 года во Франкентале (Пфальц). В возрасте примерно 10 лет, в 1624 году, переехал с семьёй во Франкфурт-на-Майне, где в 1627 году стал учеником Георга Флегеля. Из Франкфурта Марелль отправился в Утрехт, где в 1632–1650 годах учился у Яна Давидса де Хема. Затем он вернулся во Франкфурт, где женился на вдове художника Матиаса Мериана Старшего (1593—1650).
В дальнейшем Марелль продолжал путешествовать между Утрехтом (где в 1660-е годы торговал произведениями искусства), Франкфуртом и Нюрнбергом.
Скончался во Франкфурте в 1681 году.
Как художник, Марелль был известен натюрмортами с изображением цветов, которые в его время ценились очень высоко и продавались за большие деньги. Помимо этого, он создавал рисунки с изображениями тюльпанов, которые расходились целыми альбомами на фоне тюльпаномании, охватившей Нидерланды.
Его падчерица, Мария Сибилла Мериан (1647—1717), также создавала цветочные натюрморты. Тем же ремеслом занимались и обе её дочери: Йоханна Хелена Херольт (1668—1723) и Доротея Мария Гзелль (1678—1743), приглашённая в Санкт-Петербург Петром Великим и ставшая первой профессиональной художницей России.

## Цветочные натюрморты и зарисовки тюльпанов Якоба Марреля

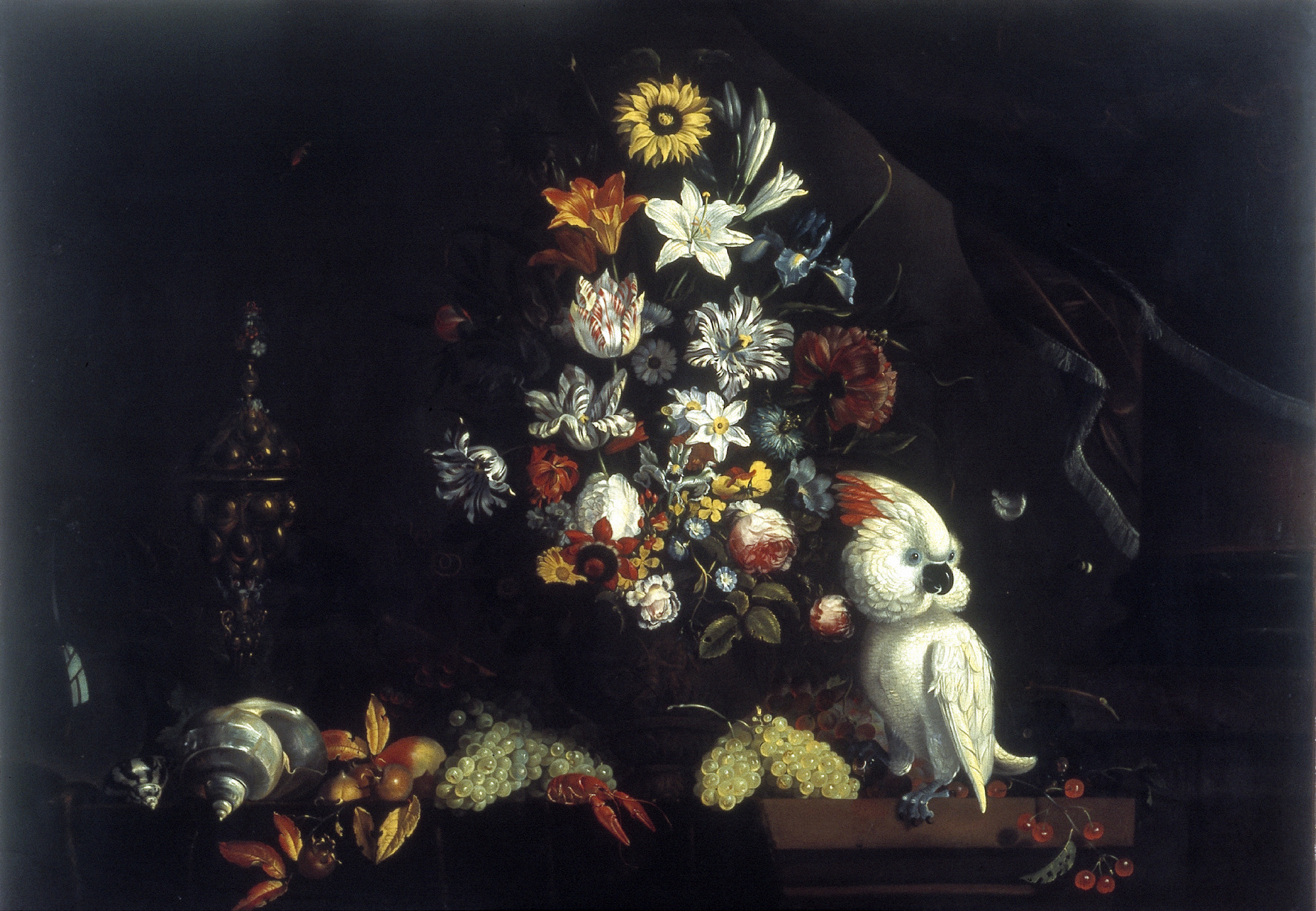
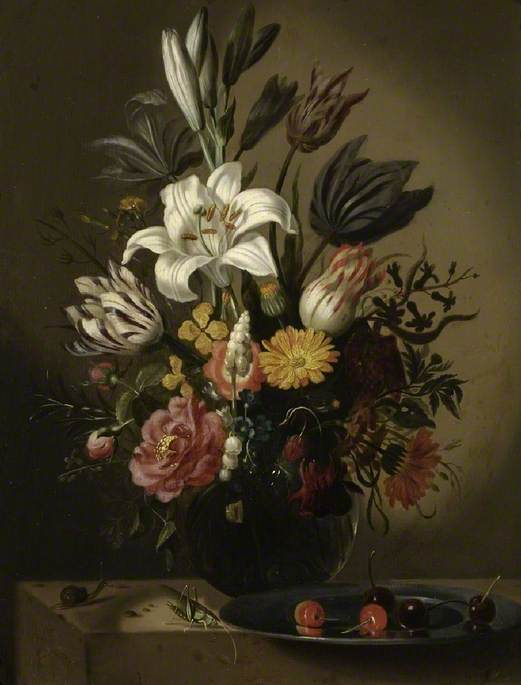
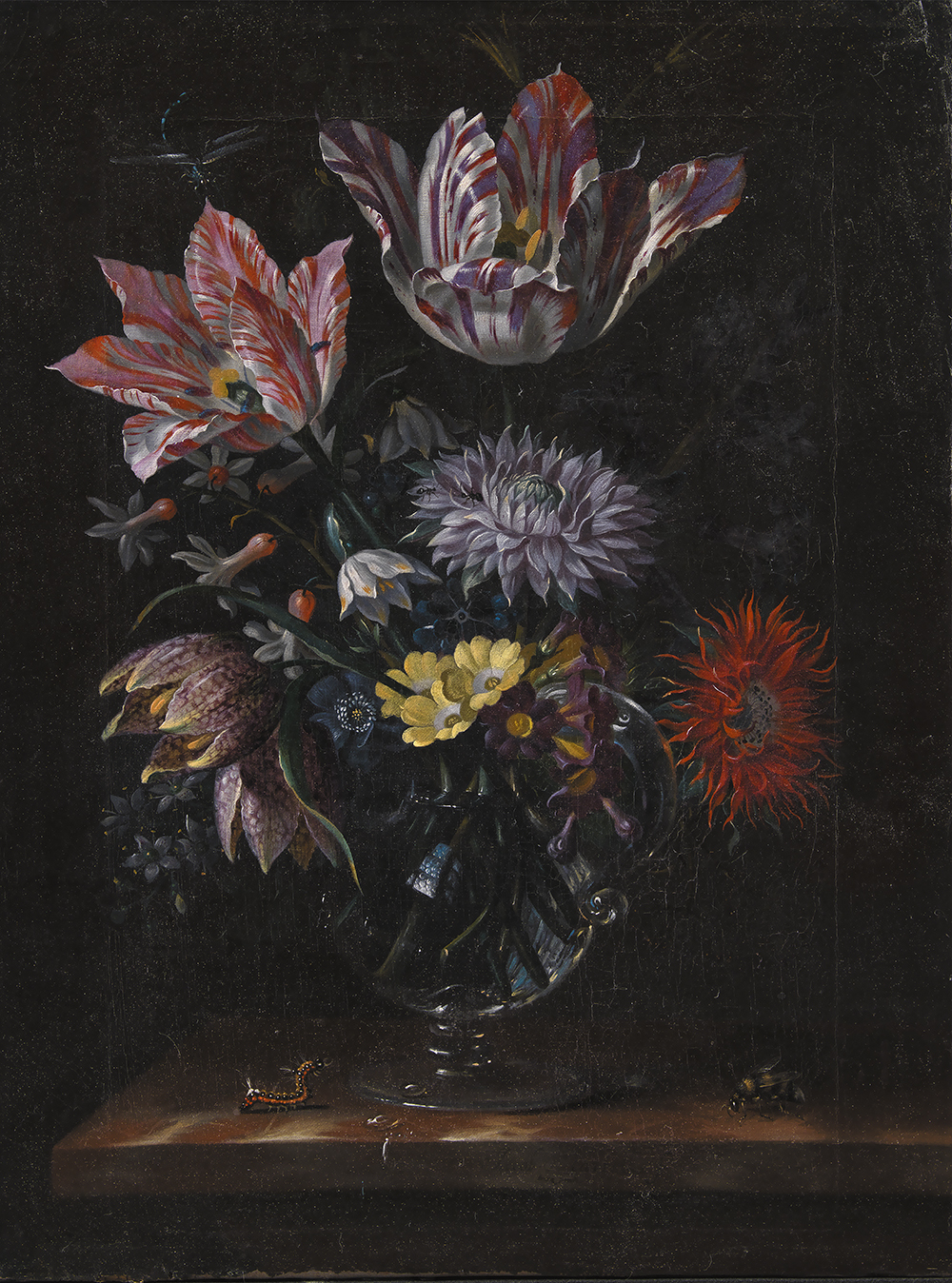
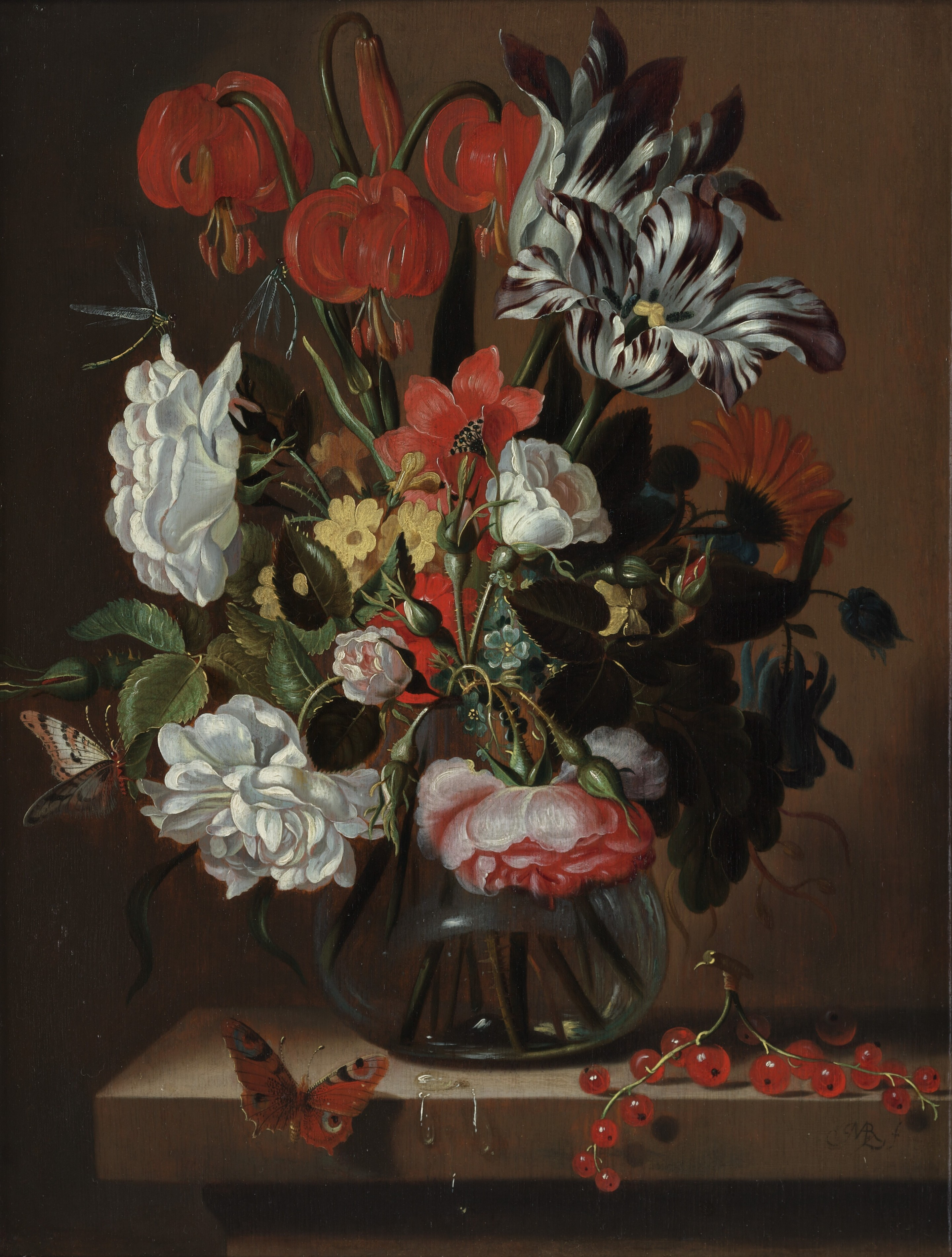
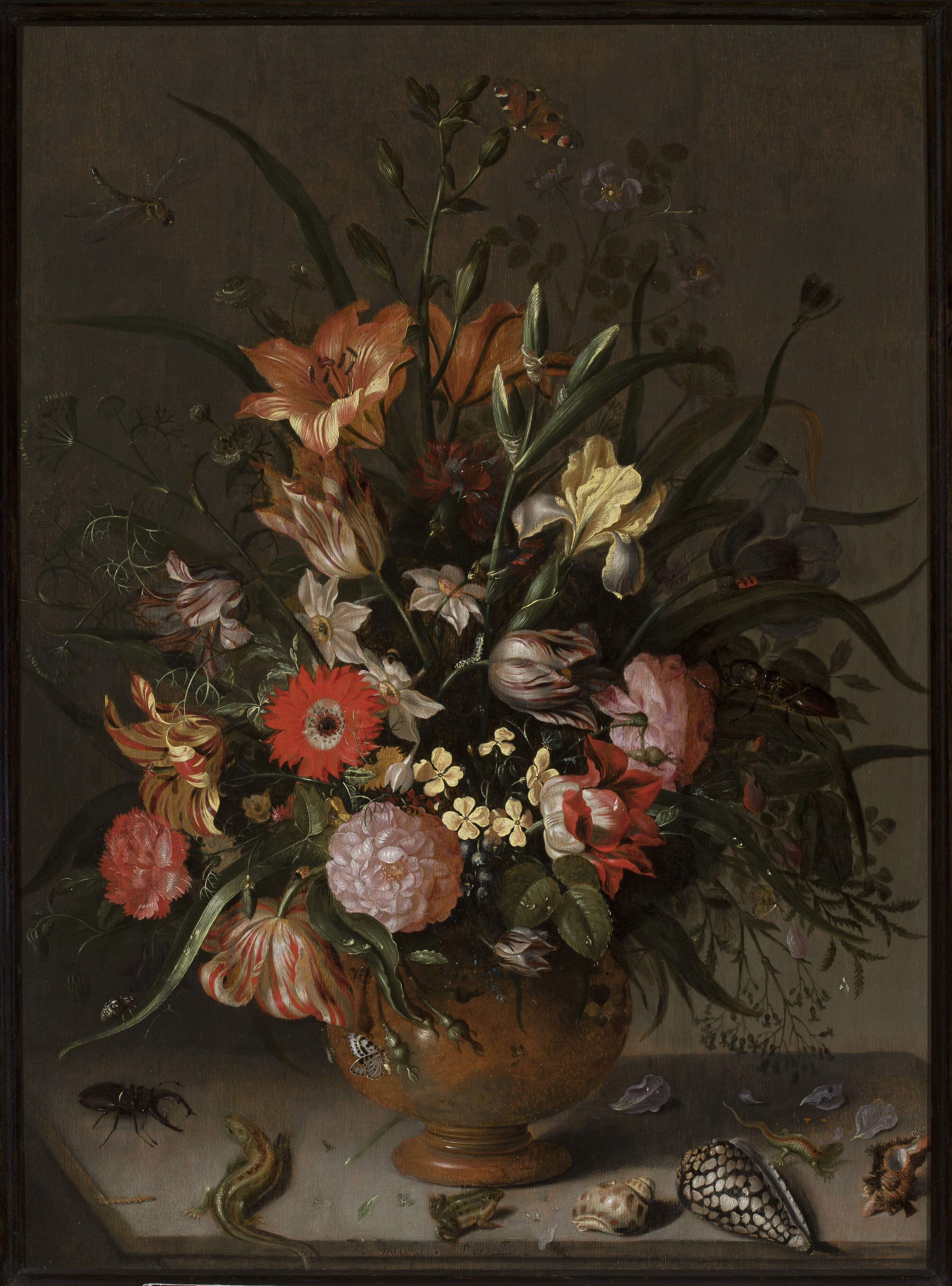
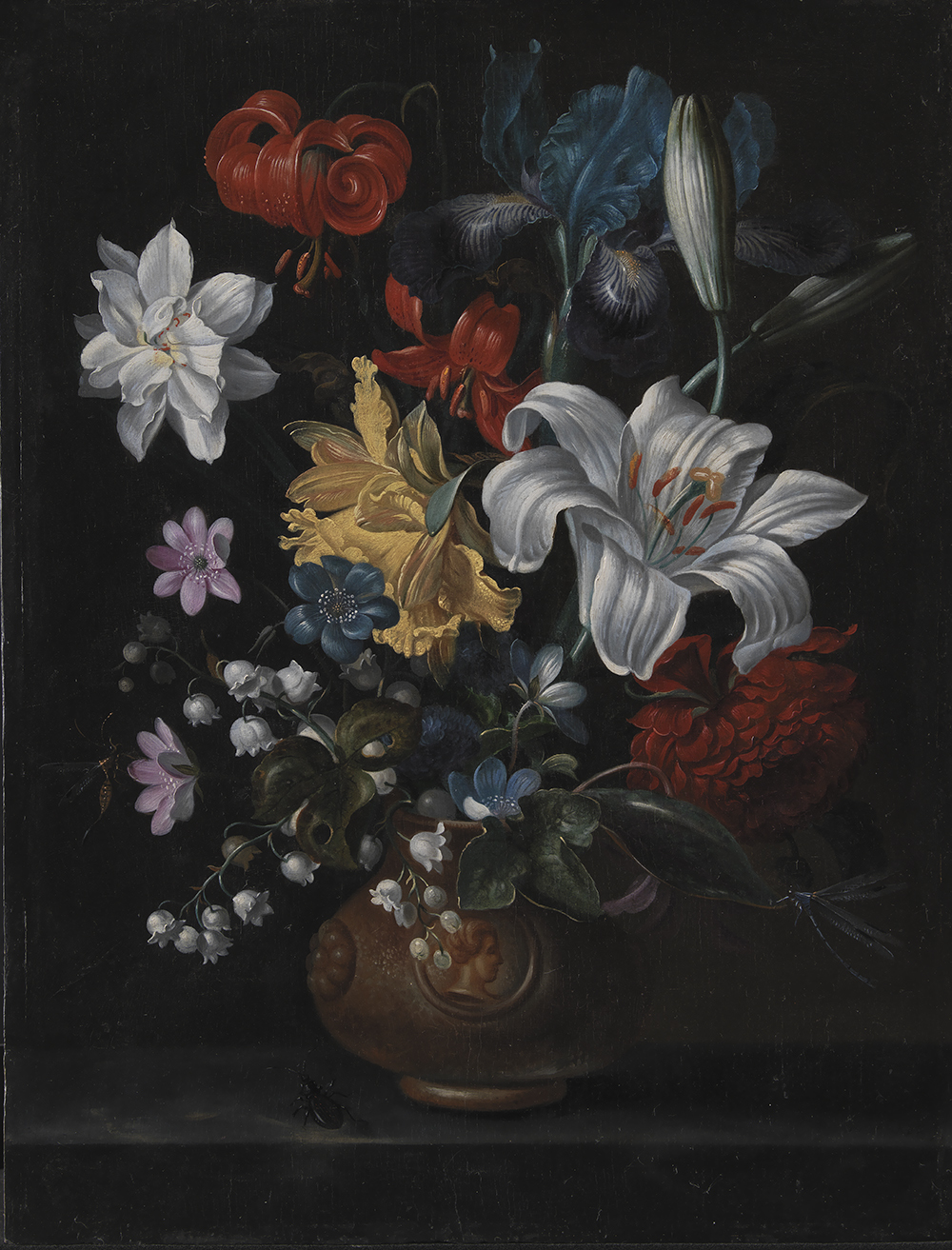
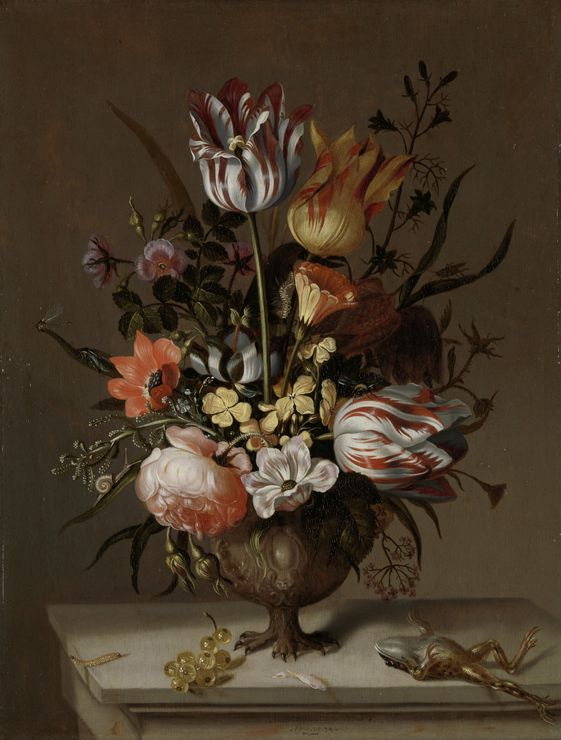
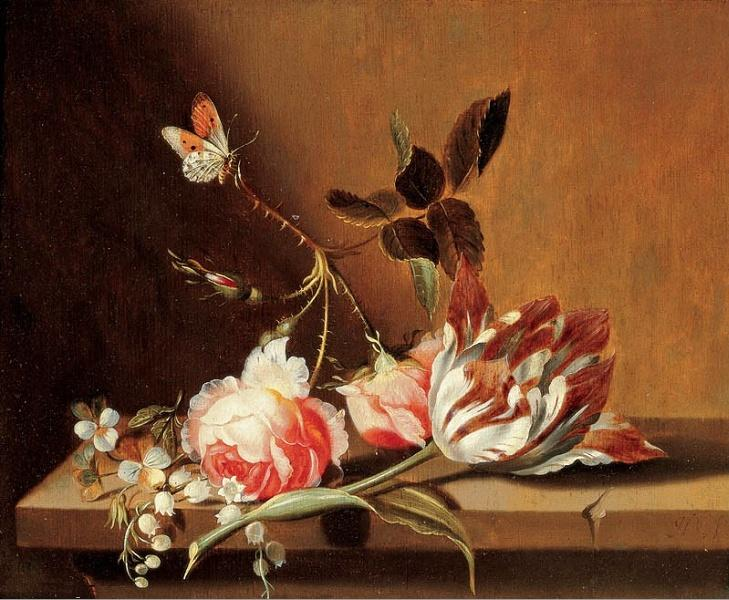
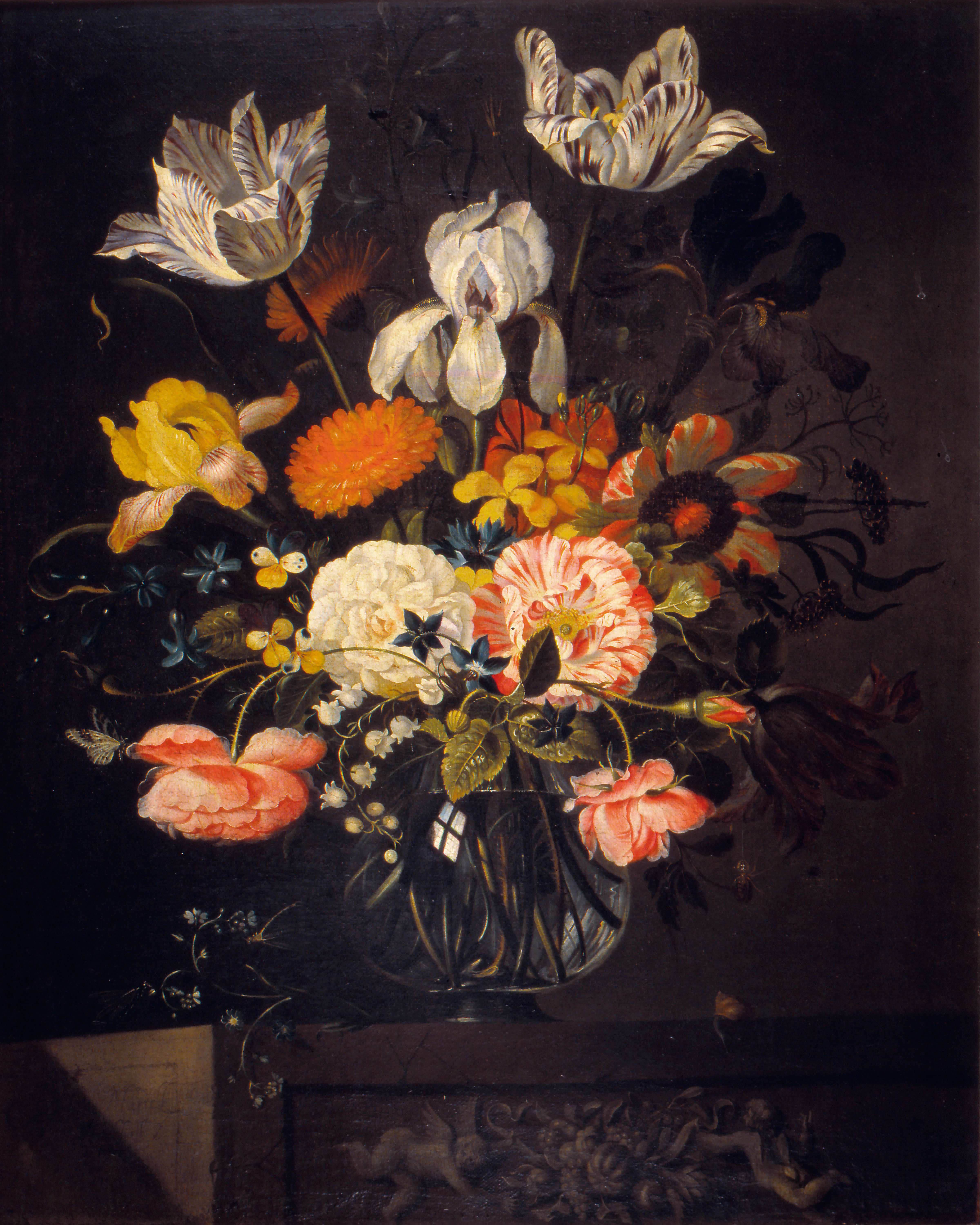
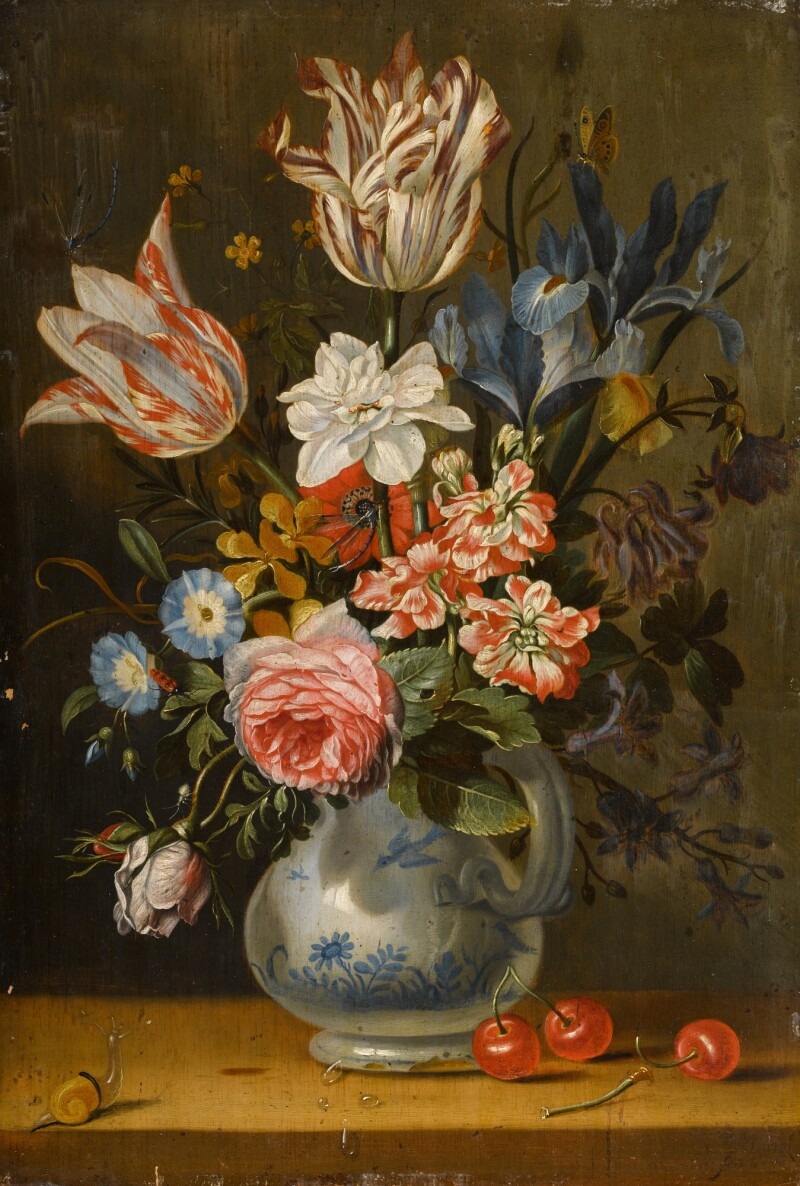
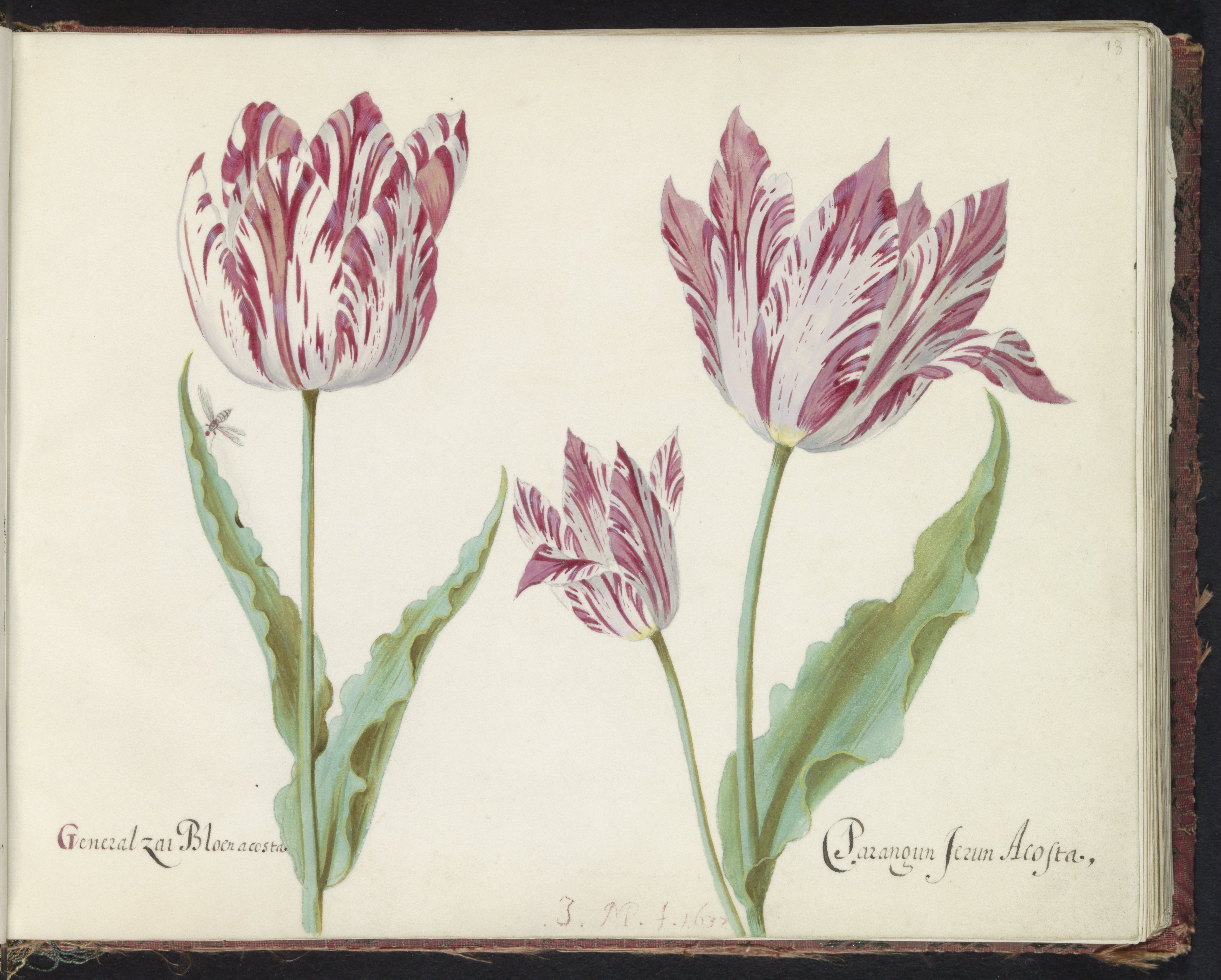
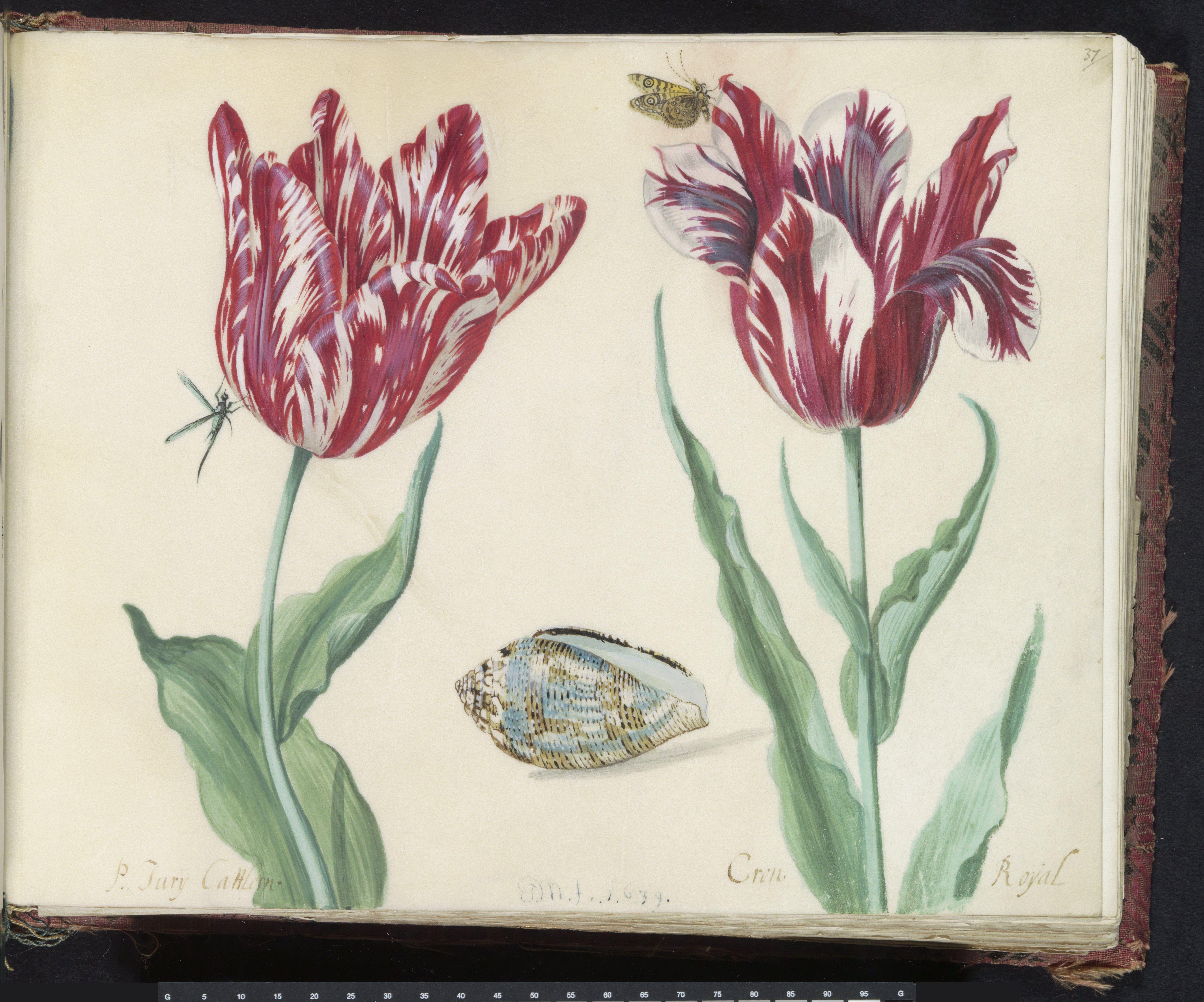